# Schloss Schambach

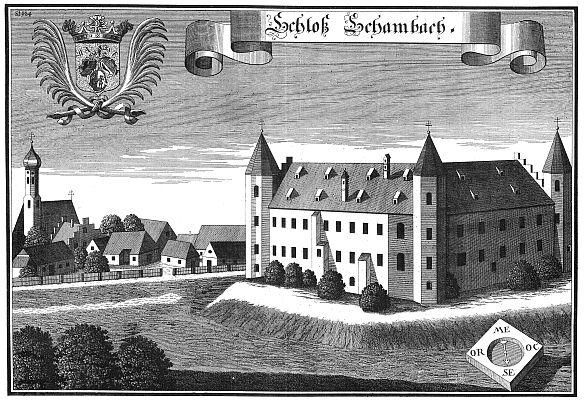
Schloss um 1700 (Stich von Michael Wening)

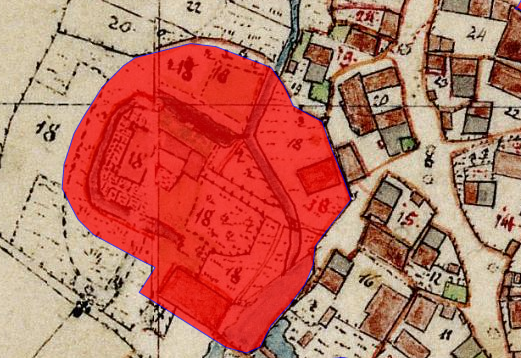
Lageplan von Schloss Schambach auf dem Urkataster von Bayern

Das Schloss Schambach ist ein Wasserschloss zwischen Plattling und Straubing und das Wahrzeichen des Dorfes Schambach in der niederbayerischen Gemeinde Straßkirchen im Landkreis Straubing-Bogen. Die Anlage wird als Bodendenkmal unter der Aktennummer D-2-7142-0392 im Bayernatlas als „Turmhügel des hohen oder späten Mittelalters ("Schloßberg")“ geführt. Ebenso ist sie unter der Aktennummer D-2-78-192-11 als Baudenkmal von Schambach verzeichnet.

## Geschichte

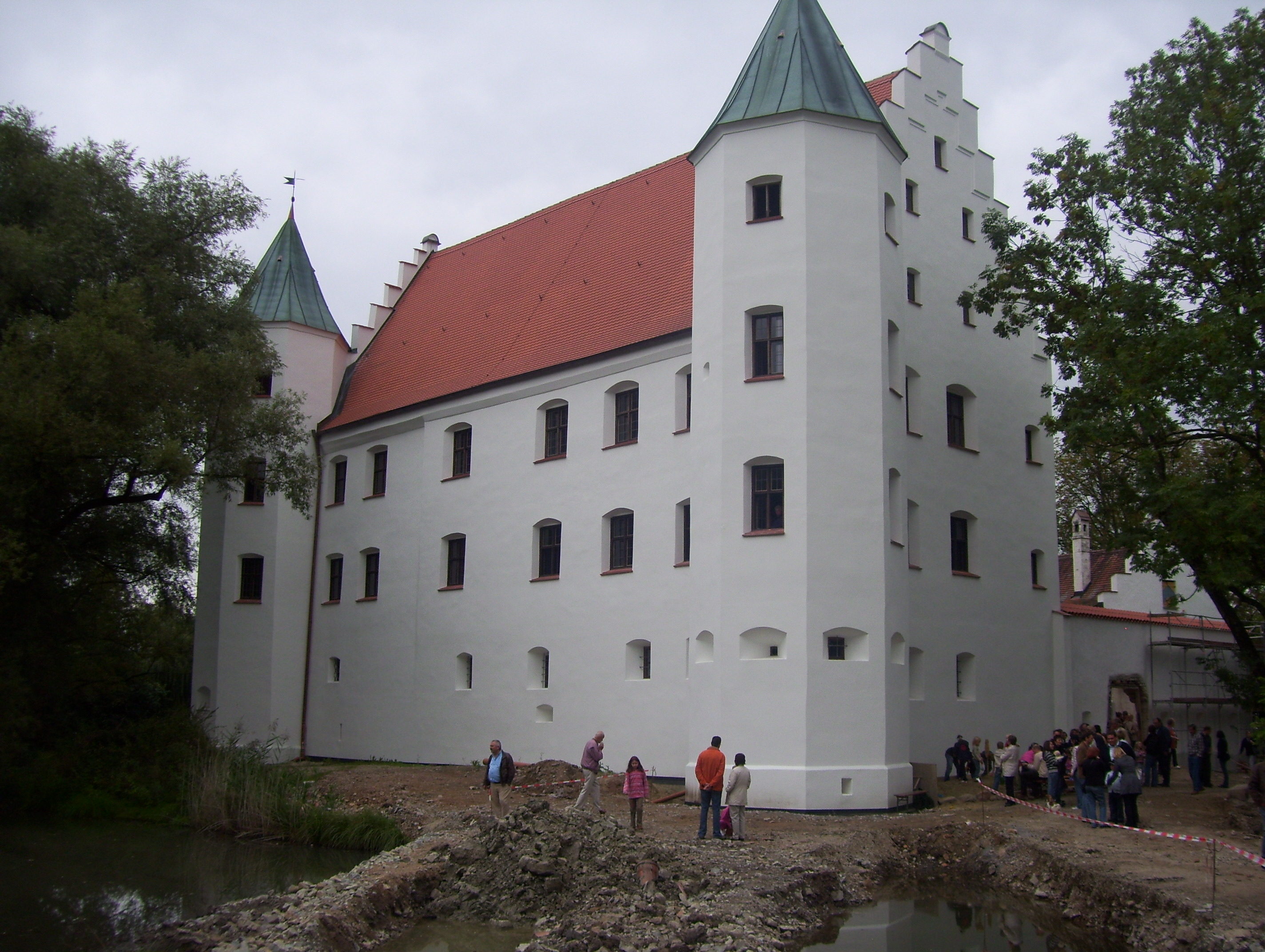
Schloss Schambach

Da das Anwesen in der Ursiedlungslandschaft des Gäubodens liegt, gibt es Vermutungen, dass es einen römischen Vorgängerbau gegeben haben könnte. Um 800 wurde ein Schloss in Schambach erstmals erwähnt, es könnte sich um einen hölzernen Herrenhof gehandelt haben. Der genaue Ort dieses Baus ist nicht mehr festzustellen.
Das Schloss ist im Mittelalter in Ziegelbauweise entstanden. Es ist im altgotischen Stil auf eichenen Pfosten gebaut und war schon damals von einem Wassergraben umgeben, der jedoch wesentlich größer war, als er heute besteht. Eine Zugbrücke verwehrte Eindringlingen den Zugang. Gegen Westen trotzen zwei sechseckige Türme, am östlichen Eingang stand ein Wartturm, der 1318 abgebrochen und durch einen Anbau ersetzt wurde. Beim Haupteingang zum Schloss befindet sich ein kleiner Turm mit Schneckentreppe. An der Ostseite ziehen sich zwei Seiteneingänge mit Schwibbögen hin, die auf steinernen Säulen ruhen. Ursprünglich befand sich im Erdgeschoss der Pferdestall und im Obergeschoss die Fronfeste (herrschaftliche Räume). Im 14. und 15. Jahrhundert waren das Schloss und die Hofmark in Besitz der Rainer zu Rain.
Um 1550 wurde die Burg unter Verwendung alter Bestandteile in eine zweiflügelige Anlage umgebaut. Dies geschah unter der Familie Trenbach, die bis zum Dreißigjährigen Krieg die Besitzer war. Dann kam die Burg kurzzeitig zum Stift St. Emmeram in Regensburg, später wieder in Privathand. Der letzte große Umbau erfolgte in der Frührenaissance mit dem Einbau von Arkaden. Seither ist das Schloss weitgehend unverändert geblieben.
Da die Schlossherren der Hofmark Schambach die niedere Gerichtsbarkeit ausüben konnten, hatten sie auch das Recht, Missetäter gefangen zu setzen und abzuurteilen, nicht aber über deren Leib und Leben zu richten. Sie haben das aber offenbar dennoch getan, denn im nordwestlichen Schlossturm fand man vor Jahren mehrere Messer und auch Skelette. Es gab also im Schloss Schambach geheime Hinrichtungen von unbequemen Zeitgenossen. Sie verschwanden für immer im Hunger- oder Messerturm. Zum nahegelegenen Schloss Moosdorf bestand eine unterirdische Gangverbindung (Entfernung circa vier Kilometer). Eine Untersuchung hat diese Vermutung bestätigt, jedoch ist der Gang nicht mehr passierbar.

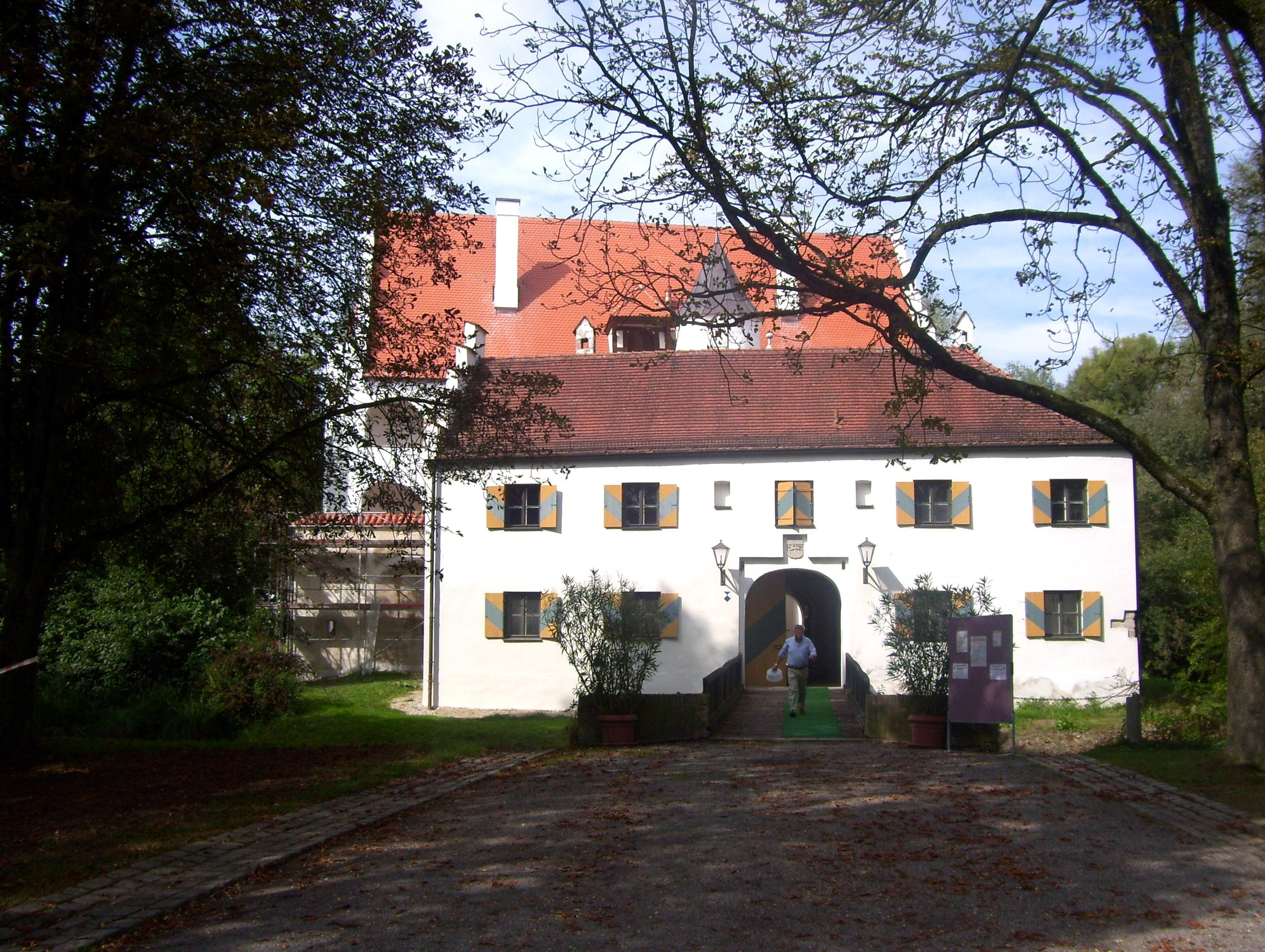
Haupteingang mit Schlossbrücke

1813 ersteigerte der 1811 in Irlbach ansässig gewordene Graf Franz Gabriel von Bray das Schloss mit bedeutendem Grundbesitz zum Preis von 90.000 Gulden. Er rettete dieses großartige Baudenkmal vor dem Verfall. Schambach kam dadurch vorübergehend unter die Irlbacher Jurisdiktion. Im Jahre 1961 bot Adalbert Freiherr von Poschinger-Bray das ererbte Schloss zu Schambach zum Verkauf an. Der Landkreis Straubing bemühte sich zunächst um einen Erwerb in der Absicht, dort ein Bauernmuseum einzurichten. Dann aber kaufte 1962 Freifrau Elisabeth von Oefele aus München den Schlossbesitz. Unter Einschaltung des Landesamtes für Denkmalspflege veranlasste die neue Eigentümerin eine gründliche Renovierung des Bauwerks. Die Absenkung des Grundwassers verursachte massive Schäden an der Pfahlgründung, weitere Schäden im Dachstuhl drückten auf die Arkaden, an denen Verformungen eine Notsicherung erzwangen. Neu gestaltet wurden die Außenanlagen mit einem Wassergraben ringsum und einer Holzbrücke (ehemals Zugbrücke) als Zugang. Die auf dem Schlossplatz betriebene Gaststätte wurde abgebrochen. Im Innern des erhabenen Bauwerkes wurde eine Schlosskapelle neu eingerichtet.

## Bilder

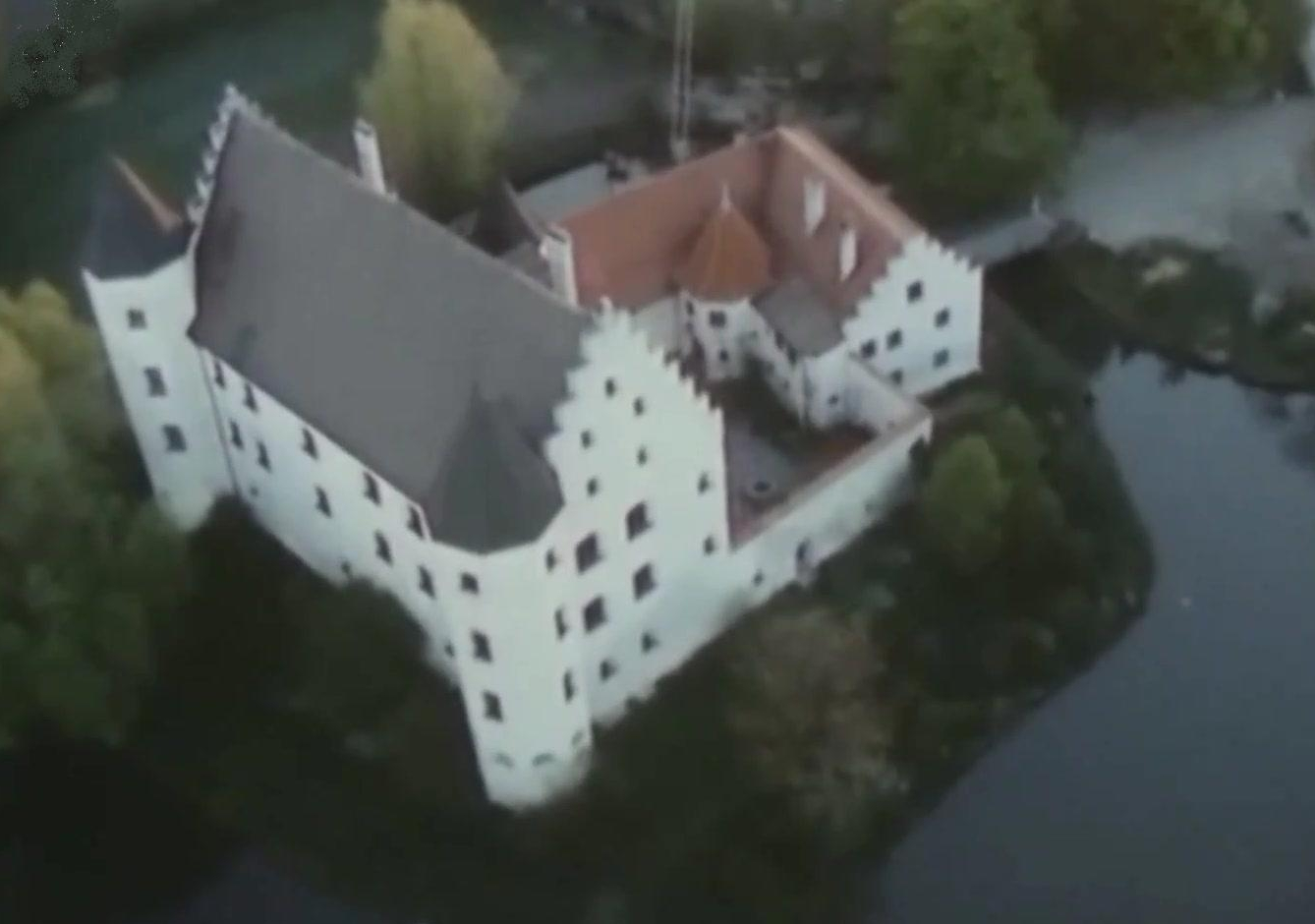
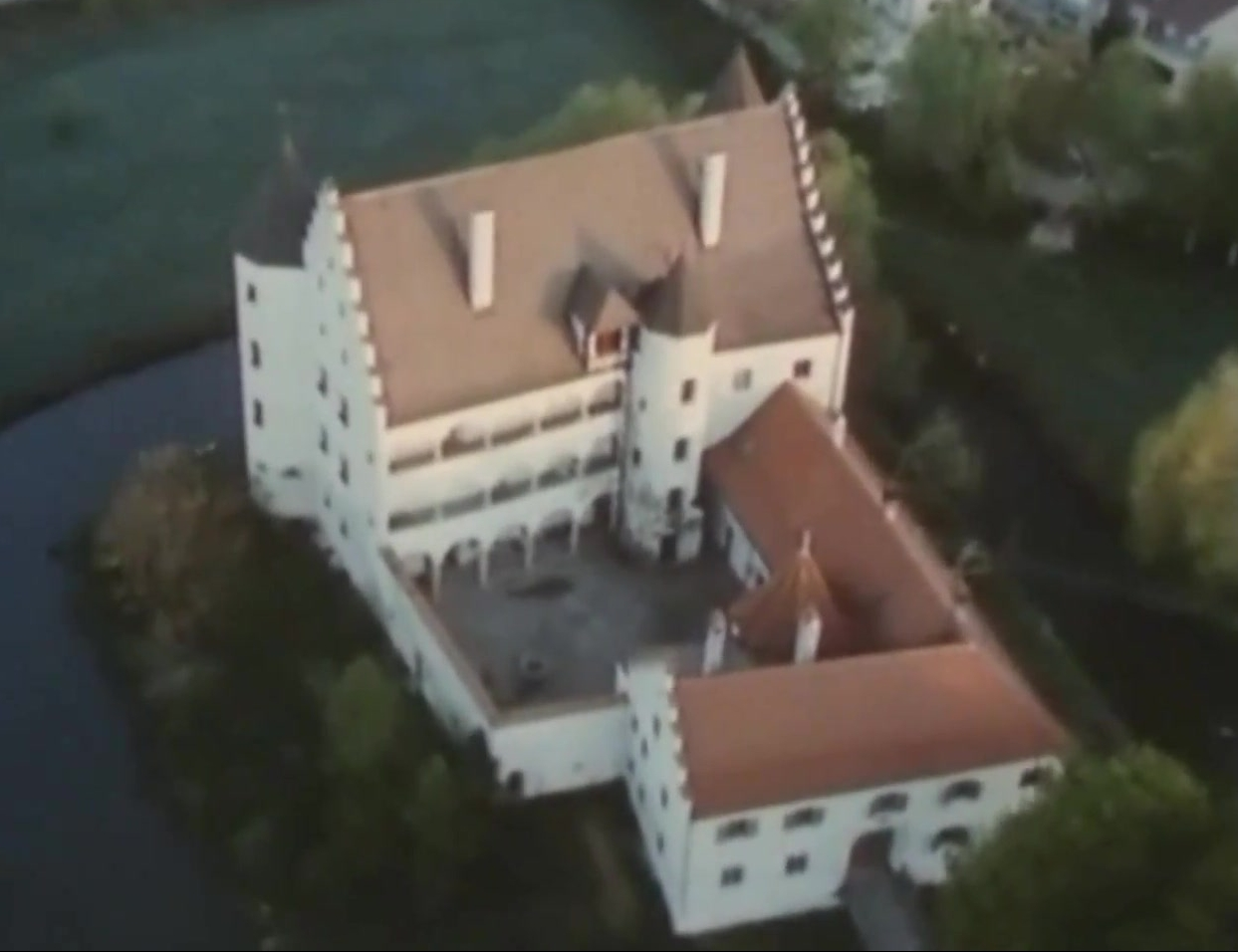
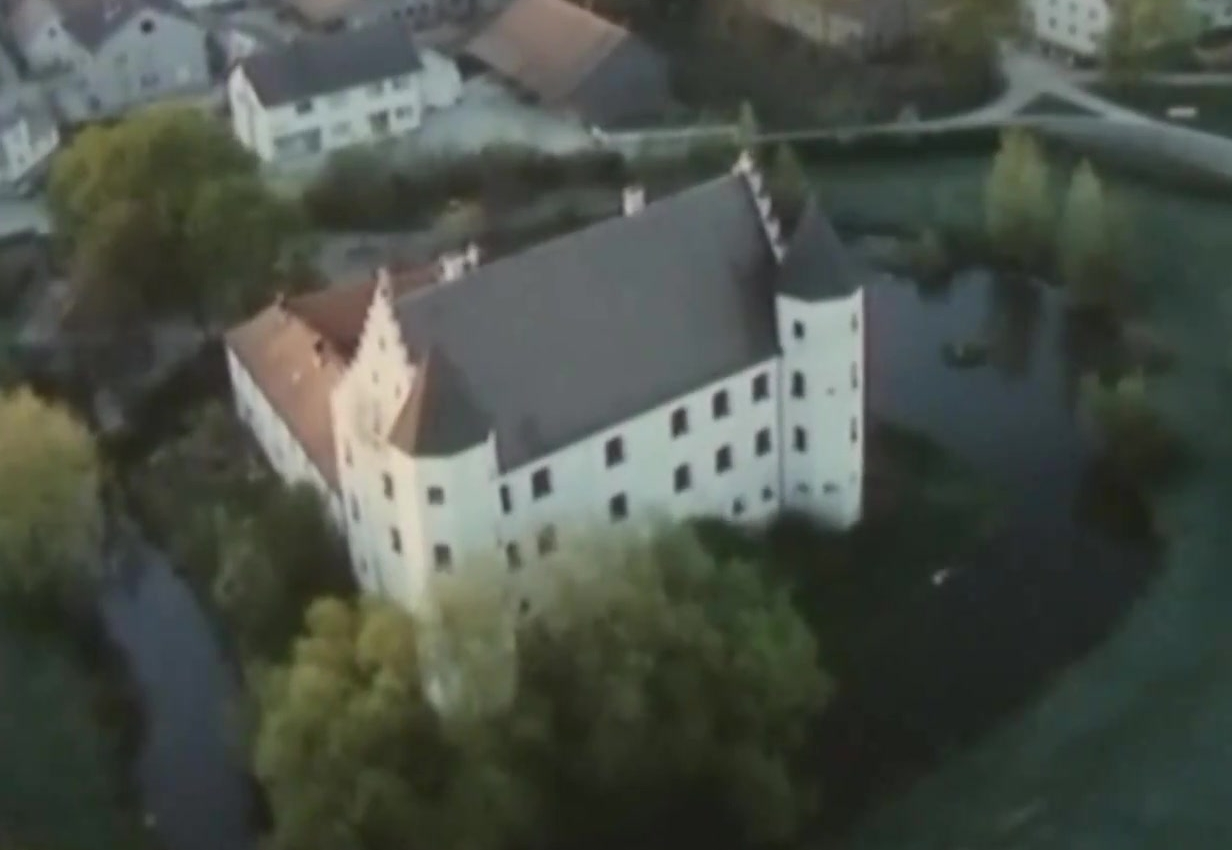
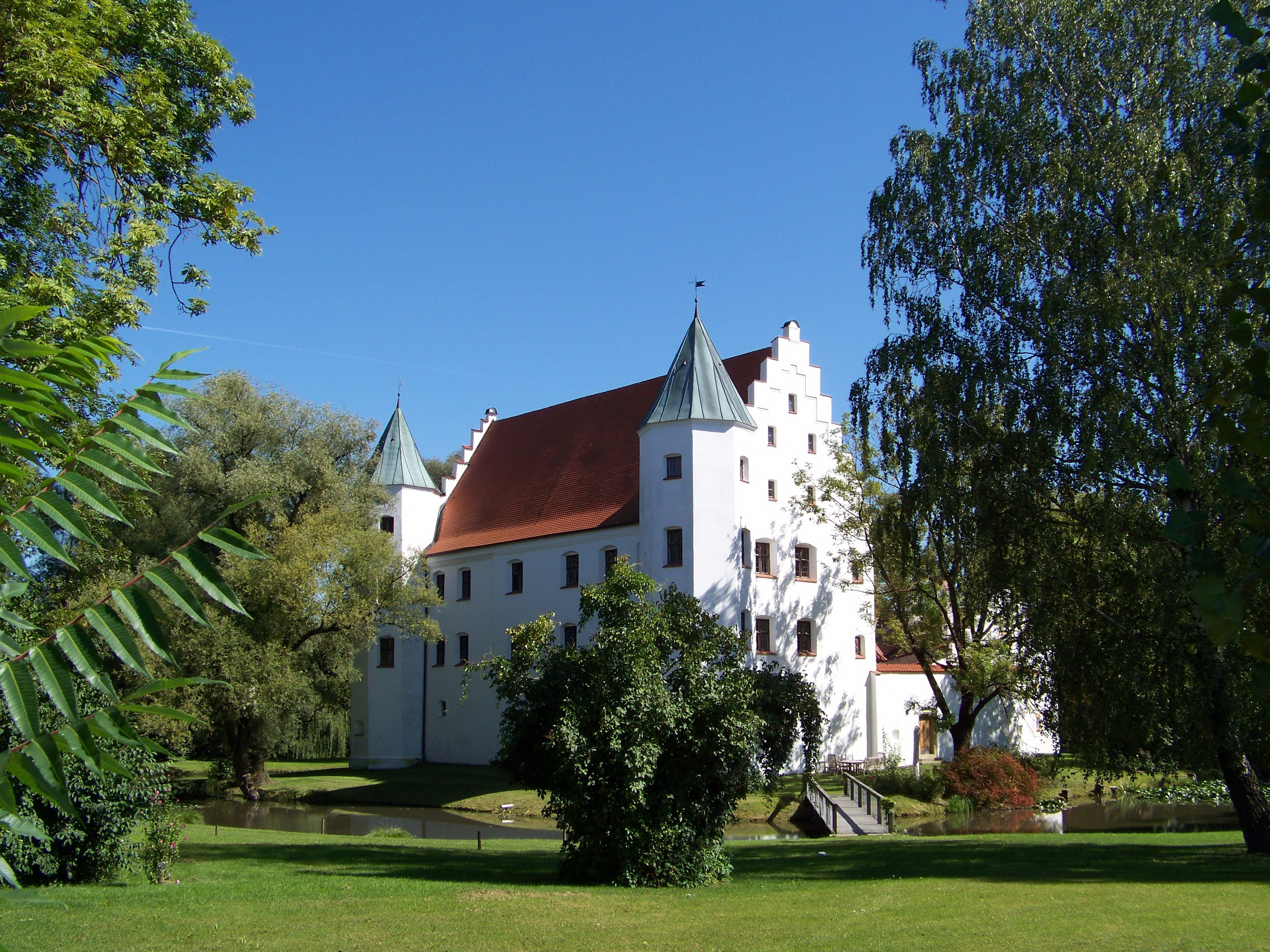